# Exposition spécialisée de 2023
 (décembre 2017).
L’Exposition spécialisée 2023 était une exposition dite « spécialisée ». Le choix du pays hôte a été fait le 15 novembre 2017 par les États membres du Bureau international des Expositions (BIE), au cours de la 162e session de leur assemblée générale.
L’Exposition spécialisée devait avoir lieu à Buenos Aires, en Argentine, sur le thème « Science, innovation, art et créativité pour le développement humain. Les industries créatives dans la convergence numérique », du 15 janvier au 15 avril 2023. En 2020, le nouveau Gouvernement argentin indiquait, qu' "en raison de la pandémie de coronavirus et de la crise économique, il ne serait pas possible de démarrer les travaux de construction du site d'exposition et qu'il lui faudrait plus de temps pour confirmer son achèvement." 

## Candidature
Candidats  :
- Buenos Aires, Argentine : Science, innovation, art et créativité pour le développement humain. Les industries créatives dans la convergence numérique
- Lodz, Pologne : Ville ré-inventée
- Minnesota, États-Unis : Santé pour tous, santé pour la planète : santé et bien-être pour tous

La Pologne était également candidate à l’organisation d’une exposition spécialisée en 2022 dans la ville de Łódź, sur le thème « Ville ré-inventée » , ainsi que les États-Unis avec un projet pour une Exposition Spécialisée en 2023 dans le Minnesota, sur le thème « Santé pour tous, santé pour la planète : santé et bien-être pour tous » .
L’Argentine et la Pologne ont obtenu 46 voix au premier tour de scrutin, par vote électronique à bulletin secret. Les États-Unis ont recueilli 25 voix (1 abstention). Au second tour, l’Argentine a été élue pays hôte de l’exposition spécialisée 2023 avec 62 voix et la Pologne 56.